# 3월 22일
3월 22일은 그레고리력으로 81번째(윤년일 경우 82번째) 날에 해당한다. 유엔(UN)이 정한 '세계 물의 날'이다.

## 사건
- 1916년 - 위안스카이가 '중화 제국' 황제를 퇴위.
- 1933년 - 나치 독일, 하인리히 히믈러, 다하우 강제 수용소 설립.
- 1995년 - 러시아의 우주비행사 발레리 폴랴코프가 미르 우주 정거장에서 437일의 우주 체류 기록을 세우고 귀환.
- 1945년 - 아랍의 7개 나라가 모여 아랍 연맹을 창설하다.
- 2016년 - 벨기에 브뤼셀 국제공항에서 두 차례 자살 폭탄 테러 발생
- 2021년 - 서대구 7중 추돌사고가 발생했다.

## 문화
- 1895년 - 프랑스의 뤼미에르 형제가 파리에서 처음으로 영화를 상영하다.
- 1938년 - 삼성그룹의 시초인 삼성 상회가 설립되다.
- 1965년 - 천주교 원주교구가 설립되다.
- 2010년 - SM엔터테인먼트 소속 그룹 소녀시대, 정규 2집 리패키지 "Run Devil Run" 발매되었다.
- 2014년 - 울산문수야구장, 동대문디자인플라자가 개장되었다.
- 2023년 - 쌍용자동차가 사명을 KG모빌리티로 변경하였다.

## 탄생
- 1459년 - 신성 로마의 황제 막시밀리안 1세. (~1519년)
- 1797년 - 독일 제국의 초대 황제 빌헬름 1세. (~1888년)
- 1886년 - 에스토니아의 정치인 아우구스트 레이. (~1963년)
- 1911년 - 대한민국의 정치인 황호현. (~1992년)
- 1913년 - 대한민국의 음악인 김동진. (~2009년)
- 1917년 - 미국의 정치인 윌리엄 M. 스타인펠트. (~2006년)
- 1923년 - 프랑스의 마임 배우 마르셀 마르소. (~2007년)
- 1928년
  - 대한민국의 정치인 황낙주. (~2002년)
  - 미국의 정치인 바바라 스넬링. (~2015년)
- 1929년
  - 말레이시아 풀라우피낭의 가수, 작곡가, 영화배우 겸 영화감독 P. 람리. (~1973년)
  - 대한민국의 정치인 조순승. (~2022년)
  - 일본의 예술가 구사마 야요이.
- 1930년
  - 이탈리아의 로마 가톨릭 교회 사제 스테파노 곱비. (~2011년)
  - 미국의 전도사 팻 로버트슨. (~2023년)
  - 미국의 작곡가, 음악가 스티븐 손드하임. (~2021년)
- 1932년 - 대한민국의 정치인 염보현. (~2021년)
- 1933년 - 이란의 정치인 아볼하산 바니사드르. (~2021년)
- 1941년 - 스위스의 배우 브루노 간츠. (~2019년)
- 1943년 - 미국의 음악가, 기타리스트 조지 벤슨.
- 1945년 - 미국의 정치인 쉴라 프람.
- 1947년 - 대한민국의 만화가 김영하. (~2014년)
- 1948년 - 영국의 뮤지컬 작곡가 앤드루 로이드 웨버.
- 1949년
  - 프랑스의 기업인 장미셸 올라스.
  - 프랑스의 배우 파니 아르당.
  - 영국의 바이러스 학자 마이클 호턴.
- 1953년
  - 대한민국의 정치인 장종태.
  - 미국의 배우 M. 에멧 월시. (~2024년)
- 1954년
  - 대한민국의 축구 선수, 지도자 한문배.
  - 대한민국의 정치인 신경림.
- 1955년
  - 라트비아의 대통령 발디스 자틀레르스.
  - 대한민국의 교육인, 정치인 조명래.
- 1959년 - 미국의 배우 매슈 모딘.
- 1960년 - 대한민국의 야구 선수, 현 야구 감독 황병일.
- 1961년 - 대한민국의 공무원 권덕철.
- 1962년 - 대한민국의 언론인, 정치인 박무성. (~2023년)
- 1966년
  - 대한민국의 배우 박중훈.
  - 미국의 정치인 마사 맥샐리.
- 1968년 - 아제르바이잔의 기업인 무바리즈 만시모프.
- 1970년 - 대한민국의 육상 선수 황영조.
- 1971년 - 대한민국의 전 야구 선수 한태균.
- 1972년 - 대한민국의 가수 정여진.
- 1975년
  - 대한민국의 바둑 기사 이상훈.
  - 대한민국의 소설가 정아은. (~2024년)
  - 미국의 배우 앤 듀덱.
- 1976년 - 미국의 배우이자 영화 제작자 리스 위더스푼.
- 1977년 - 스위스의 알파인 스키 선수 암브로지 호프만.
- 1980년 - 캐나다의 배우 캔디스 매클루어.
- 1981년 - 대한민국의 야구 선수 조동화.
- 1982년
  - 대한민국의 싱어송라이터 데이라이트.
  - 대한민국의 소아과 의사, 제22대 국회의원 이주영.
  - 몽골의 권투 선수 오랑치메깅 뭉흐에르덴.
- 1983년 - 브라질의 축구 선수 안데르송 히카르두 두스 산투스.
- 1984년 - 대한민국의 군인 이근.
- 1985년
  - 대한민국의 레이싱 모델, 가수 유주. (~2010년)
  - 대한민국의 가수 김기범.
  - 대한민국의 기상 캐스터 김자민.
  - 중국의 배우 장준닝.
- 1986년
  - 대한민국의 가수 나비.
  - 대한민국의 전 가수, 배우 보람 (티아라).
  - 대한민국의 배우 유하나.
- 1987년 - 대한민국의 가수 김경호.
- 1988년
  - 대한민국의 배우 박민우.
  - 대한민국의 배우 반소영.
  - 대한민국의 가수 로티플 스카이. (~2013년)
- 1989년 - 스웨덴의 축구 선수 지미 두르마즈.
- 1990년
  - 대한민국의 축구 선수 김병규.
  - 대한민국의 축구 선수 김강선.
  - 러시아의 권투 선수 블라디미르 니키틴.
- 1991년 - 대한민국의 오르간연주가 이예원.
- 1992년 - 대한민국의 야구 선수 박정준.
- 1993년 - 대한민국의 배구 선수 김진희.
- 1994년
  - 대한민국의 가수 하성운 (핫샷, 워너원).
  - 대한민국의 축구 선수 김민준.
- 1995년 - 대한민국의 광고인 유진석.
- 1996년 - 대한민국의 배우 강채영.
- 1997년 - 대한민국의 가수 김송선 (TRI.BE).
- 1999년 - 대한민국의 배우 이정준.
- 2001년
  - 대한민국의 가수 원진.
  - 대한민국의 리그 오브 레전드 프로게이머 블러프.
- 2002년 - 대한민국의 헤어디자이너 수린.
- 2005년
  - 대한민국의 카트라이더 프로게이머 김우준.
  - 대한민국의 배우 박서현.
- 2006년
  - 대한민국의 배우 강주은.
  - 대한민국의 바둑 기사 이슬주.
- 2010년 - 대한민국의 배우 주아라.

### 미상
- 대한민국의 가수 오강혁.

## 가상인물
- Fate/Zero - 마토우 카리야

## 사망
- 1687년 - 이탈리아 출신의 프랑스 작곡가 장바티스트 륄리. (1632년~)
- 1832년 - 독일의 작가, 철학자, 정치인 요한 볼프강 폰 괴테. (1749년~)
- 1917년 - 대한제국의 황족 이준용. (1870년~)
- 1841년 - 일본 에도 막부의 11대 쇼군 도쿠가와 이에나리. (1773년~)
- 1913년 - 중화민국의 정치인 쑹자오런. (1882년~)
- 1988년 - 대한민국의 정치인 박성호. (1913년~)
- 2007년 - 대한민국의 야구 선수 박동희. (1968년~)
- 2018년 - 아르헨티나의 축구 선수 레네 오우세만. (1953년~)
- 2021년 - 미국의 농구 선수 엘진 베일러. (1934년~)

## 기념일
- 세계 물의 날
- 알바니아 술탄 누루즈 기념일

## 같이 보기
- 전날: 3월 21일 다음날: 3월 23일 - 전달: 2월 22일 다음달: 4월 22일
- 음력: 3월 22일
- 모두 보기